# Лаличі
45°59′ пн. ш. 16°49′ сх. д. / 45.98° пн. ш. 16.82° сх. д.
Лаличі (хорв. Lalići) — населений пункт у Хорватії, у Б'єловарсько-Білогорській жупанії у складі громади Капела.

## Населення
Населення за даними перепису 2011 року становило 23 осіб.
Динаміка чисельності населення поселення: